# Club Atlético Zacatepec
Maillots
Le Club Atlético Zacatepec, également appelé Atlético Zacatepec ou Zacatepec, était un club mexicain de football de la ville de Zacatepec de Hidalgo dans l'État de Morelos. 
Il a été fondé en 1948 et a été deux fois champion du Mexique. Il évolua dans la D2 mexicaine (Liga de Ascenso de México). 
L'équipe dispute ses matches dans le Stade Agustín Coruco Díaz de Zacatepec (18 000 places).

## Historique
Le tournoi Clausura 2020 inachevé en raison de la pandémie de Covid-19 a causé de grandes difficultés économiques au club. Le 26 juin 2020, la franchise du Club Atlético Zacatepec est transférée à Morelia, pour devenir le nouveau Club Atlético Morelia.

## Palmarès
| Compétitions nationales | Compétitions internationales |
| - Championnat du Mexique (2) : - Champion : 1955, 1958 - Coupe du Mexique (2) : - Vainqueur : 1957 et 1959. - Finaliste : 1958 et 1971. - Supercoupe du Mexique (1) : - Vainqueur : 1958. - Championnat du Mexique de deuxième division (5) : - Vainqueur : 1951, 1963, 1970, 1978, 1984. | - Aucune victoire            |